# Мшадля-Стара
Мшадля-Стара (пол. Mszadla Stara) — село в Польщі, у гміні Пшиленк Зволенського повіту Мазовецького воєводства.
Населення — 245 осіб (2011).
У 1975-1998 роках село належало до Радомського воєводства.

## Демографія
Демографічна структура станом на 31 березня 2011 року:
|          | Загалом | Допрацездатний вік | Працездатний вік | Постпрацездатний вік |
| -------- | ------- | ------------------ | ---------------- | -------------------- |
| Чоловіки | 123     | 26                 | 78               | 19                   |
| Жінки    | 122     | 21                 | 67               | 34                   |
| Разом    | 245     | 47                 | 145              | 53                   |